# Pedro Pablo Isla
Pedro Pablo Isla es un actor español conocido por El secreto de Puente Viejo donde interpretó a Carlos Castro, ha participado en numerosas series de éxito a lo largo de muchos años como Hospital Central donde interpretó a "El pelirrojo" y la internacional La casa de papel donde interpretó a "Jacinto", ha trabajado en cine e infinidad de cortometrajes de mucho éxito tanto en España como por el mundo.

## Biografía
Pedro Pablo Isla nace en Badalona (Barcelona) un 10 de septiembre. Es allí donde comienza su formación en la escuela de cine. En el 2001 se traslada a Madrid ciudad de la que se enamora y en la que continúa su formación en la escuela de Cristina Rota estudiando un taller de "Comedia del arte" y continuando con la formación en la escuela, pasando por el estudio de Juan Carlos Corazza y con el maestro de actores Fernando Piernas 
En el año 2012 se traslada una temporada a México dónde recibe formación de acento neutro en la escuela de actores de Televisa y comienza a tener contacto con la industria Mexicana.
En la actualidad Pedro Pablo Isla reside en Madrid y trabaja tanto allí como en Barcelona, compaginando proyectos fuera de España como el largometraje Soun of berberia (de Tarik el Idrissi

## Filmografía

### Televisión
| Año       | Título                     | Papel                   |
| --------- | -------------------------- | ----------------------- |
| 2001      | La memoria e il perdono    | Scorta                  |
| 2005      | El auténtico Rodrigo Leal  |                         |
| 2005      | El pasado es mañana        | Sergio                  |
| 2005      | Los hombres de Paco        |                         |
| 2006      | Brigada Policial           |                         |
| 2006      | Los simuladores            |                         |
| 2006-2007 | Hospital Central           | El pelirrojo / Santiago |
| 2008      | Maitena: Estados alterados | Miki                    |
| 2009      | Hermanos y detectives      | Álex Roldán             |
| 2010      | Hispania, la leyenda       |                         |
| 2011-2012 | El secreto de Puente Viejo | Carlos Castro           |
| 2014      | Velvet                     |                         |
| 2013      | Cuéntame cómo pasó         | Salva                   |
| 2016      | Mar de plástico            |                         |
| 2017      | La casa de papel           | Jacinto                 |
| 2018      | Hospital Valle Norte       | Ramón                   |
| 2022      | Amar es para siempre       | Raúl Ferrer             |

### Cine
| Año  | Título                                 |
| ---- | -------------------------------------- |
| 2006 | Mi hermano                             |
| 2007 | Vacaciones (de Jordi Codina Font)      |
| 2009 | La parada (de Alejandro Andrade)       |
| 2010 | Las vidas de Lucas                     |
| 2011 | La dantesca escena (de Isaac Berrokal) |
| 2011 | El regalo                              |
| 2012 | El pulso (de Daniel Matesanz)          |
| 2013 | The Other Side (de Conrad Mess)        |
| 2016 | Encrucijada (de Daniel Cabrero)        |